# Aleksandar Ranković
Aleksandar Ranković (srbsko Александар Ранковић), znan pod partizanskim (ilegalnim) imenom Marko, za bližnje znance pa tudi vzdevkom Leka, srbski politik * 28. november 1909, † 19. avgust 1983.

## Življenjepis
Leta 1927 je postal član SKOJ in naslednje leto član KPJ. Zaradi revolucionarne dejavnosti je bil obsojen na 6 let zapora. Leta 1938 je postal član Politbiroja CK KPJ. Med vojno je bil član Vrhovnega štaba NOV in POJ, član Predsedstva AVNOJ, ...
Po vojni je bil eden najvplivnejših jugoslovanskih politikov, šef Udbe in Titov namestnik v organizacijskih in partijskih zadevah (član Predsedstva Začasne narodne skupščine DFJ, minister za notranje zadeve FLRJ, podpredsednik vlade oz. kasneje izvršnega sveta skupščine FLRJ, podpredsednik SFRJ od 1963, sekretar CK KPJ/ZKJ.
Leta 1966 je bil na 4. plenumu CK ZKJ odstranjen z vseh položajev.